# صوفي نيفيو
صوفي نيفيو (بالفرنسية: Sophie Neveu) هي شخصية خيالية في رواية شيفرة دا فينشي هي حفيدة جاك سونيير أمين متحف اللوفر. وهي عالمة تعمية للشرطة الوطنية الفرنسية. درست في رويال هولواي، جامعة لندن مجموعة أمن المعلومات.
ربّها جدها منذ سنوات عمرها الأولى بعد وفاة والديها في حادث سيارة. استخدم جدها لفظ «الأميرة صوفي» لمناداتها، ودربها على حل ألغاز الكلمات المعقدة. وبعد أن أصبحت طالبة في مدرسة داخلية، قامت بزيارة مفاجئة إلى منزل جدها، ولاحظت مشاركته في طقوس الجنس، هيروز غيموز. مما أدى إلى تركها له حتى ليلة مقتله. في نهاية الرواية، تكتشف صوفي أنها من ميروفنجيون، سلالة يسوع التاريخي الحية.